# Henryk Andrzejowski
Henryk Leopold Andrzejowski (ur. 17 października 1900 w Białogórze, pow. Gródek Jagielloński,  zm. wiosną 1940 w Katyniu) – podporucznik rezerwy artylerii Wojska Polskiego, ofiara zbrodni katyńskiej.

## Życiorys
Syn Henryka i Pauliny z Popeluków. Absolwent gimnazjum we Lwowie.
Uczestnik wojny 1920 r. Służył w 5 pułku artylerii polowej, został ranny. Ukończył Szkołę Podchorążych Artylerii w Poznaniu. Od 1921 w rezerwie, przydzielony do 24 pułku artylerii lekkiej.
W okresie międzywojennym pracował jako kierownik szkoły powszechnej w Białogórze, działacz Związku Strzeleckiego.

W czasie kampanii wrześniowej 1939, po agresji ZSRR na Polskę, wzięty do niewoli radzieckiej i osadzony w obozie jenieckim NKWD w Kozielsku. Wiosną 1940 został zamordowany przez funkcjonariuszy NKWD w lesie katyńskim i tam pogrzebany w bezimiennej mogile zbiorowej, gdzie od 28 lipca 2000 mieści się oficjalnie Polski Cmentarz Wojenny w Katyniu. W miejscu tym prowadzone były ekshumacje i prace archeologiczne. W czasie ekshumacji przeprowadzonej w 1943 odnaleziono jego legitymację oraz pocztówkę, list i kwit depozytowy, a zwłoki oznaczono numerem 4110. Figuruje na liście wywózkowej z 2 kwietnia 1940.
5 października 2007 minister obrony narodowej Aleksander Szczygło mianował go pośmiertnie na stopień porucznika. Awans został ogłoszony 9 listopada 2007 w Warszawie, w trakcie uroczystości „Katyń Pamiętamy – Uczcijmy Pamięć Bohaterów”.
Upamiętniony został 15 września 2005 na Pomniku Katyńskim w Jarosławiu, gdzie wyryto m.in. jego nazwisko.

## Odznaczenia
- Odznaka pamiątkowa „Orlęta”[2]